# Everaldo Marques
Everaldo Marques de Araújo (São Paulo, 29 de julho de 1978) é um locutor esportivo brasileiro. Atualmente é narrador da TV Globo São Paulo e dos canais Sportv e Premiere.
É conhecido por ter participado de coberturas de eventos esportivos como a Copa do Mundo, Fórmula 1, NBA e NFL. Antes de chegar ao Grupo Globo, acumulou passagens pela Jovem Pan, TV Cultura e ESPN Brasil, emissora onde ficou por 15 anos.

## Biografia
Sua carreira começou em 1996 na Jovem Pan, onde participou das jornadas esportivas da emissora e das coberturas da Fórmula 1. Em 2005, narrou jogos para a TV Cultura e passou a integrar a equipe de narradores da ESPN Brasil. No canal de esportes por assinatura, ficou marcado pelas transmissões das ligas de esporte dos Estados Unidos, como a NFL, NBA e MLB. Foi ainda apresentador dos programas The Book is on the Table e ESPN League na mesma emissora e também participou de coberturas de Copa do Mundo e de Jogos Olímpicos.
Everaldo Marques permaneceu na ESPN por 15 anos. Seu último evento no canal foi o Super Bowl LIV, em 2020. Logo após a saída da emissora da Disney, transferiu-se para o SporTV.
Além das transmissões no SporTV, Everaldo Marques também teve oportunidade de narrar para a TV Globo. Esteve presente na transmissão do Grande Prêmio da Toscana e no Grande Prêmio de Eifel na temporada 2020 da Fórmula 1.
Em 2021, na cobertura das Olimpíadas 2020 de Tóquio, Everaldo Marques comandou narrações na TV Globo e no SporTV. Também no mesmo ano, entrou para o elenco do programa Zig Zag Arena, junto com Fernanda Gentil, Hortência Marcari e Marco Luque.
Em 2023, após a saída de Cléber Machado, passou a revezar a narração dos jogos dos times de São Paulo na Globo São Paulo com Luís Roberto. Em 2025, passou a ancorar a transmissão do desfile das escolas de samba de São Paulo ao lado de Valéria Almeida e Milton Cunha.

## Bordões
O bordão mais famoso da carreira de locutor esportivo é o "Ridículo" ou "Ridícula". Ele utiliza quando um atleta faz algo de extraordinário. Outros bordões famosos são "Bingo!" (quando temos uma cesta no basquete, por exemplo), "Miga, sua louca! Onde é que você vai?" (valendo para dribles rápidos) "Dormir é para os fracos!" (em transmissões que adentram a madrugada) e o "Vai, Brasil!" (que pode ser Vai e o nome do atleta ou do time em questão). 

A origem do bordão Ridículo está nos EUA. Em fevereiro de 2017, na transmissão do Super Bowl, chamou Lady Gaga de "Ridícula", causando revolta por parte de fãs que não haviam entendido o bordão como elogio.  
"Lá nos Estados Unidos eles usam esse 'ridiculous' como uma coisa fora do padrão, acima da média, de um nível muito alto", explicou Everaldo Marques, sobre o bordão, em entrevista ao UOL.

## Prêmios e indicações
| Ano  | Prêmios                                                                    | Categoria                                                    | Resultado | Ref.   |
| ---- | -------------------------------------------------------------------------- | ------------------------------------------------------------ | --------- | ------ |
| 2001 | Troféu ACEESP (Associação dos Cronistas Esportivos do Estado de São Paulo) | Revelação do ano (rádio)                                     | Venceu    | [ 1 ]  |
| 2011 | Troféu ACEESP (Associação dos Cronistas Esportivos do Estado de São Paulo) | Narrador(a) TV por Assinatura                                | Indicado  | [ 13 ] |
| 2012 | Troféu ACEESP (Associação dos Cronistas Esportivos do Estado de São Paulo) | Narrador (televisão)                                         | Indicado  | [ 14 ] |
| 2014 | Troféu ACEESP (Associação dos Cronistas Esportivos do Estado de São Paulo) | Narrador(a) de TV                                            | Indicado  | [ 15 ] |
| 2015 | Troféu ACEESP (Associação dos Cronistas Esportivos do Estado de São Paulo) | Narrador(a) TV por Assinatura                                | Indicado  | [ 16 ] |
| 2015 | livro "Os Mestres do Espetáculo"                                           | Revelação da nova safra de narradores esportivos brasileiros | Indicado  | [ 17 ] |
| 2017 | Troféu ACEESP (Associação dos Cronistas Esportivos do Estado de São Paulo) | Narrador (televisão)                                         | Venceu    | [ 18 ] |
| 2019 | Prêmio Comunique-se                                                        | Narrador                                                     | Indicado  | [ 19 ] |
| 2020 | Troféu ACEESP (Associação dos Cronistas Esportivos do Estado de São Paulo) | Narrador(a) de TV                                            | Venceu    | [ 20 ] |
| 2021 | Troféu ACEESP (Associação dos Cronistas Esportivos do Estado de São Paulo) | Narrador(a) de TV                                            | Venceu    | [ 21 ] |
| 2021 | Prêmio Comunique-se                                                        | Locutor Esportivo                                            | Indicado  | [ 22 ] |
| 2022 | Troféu ACEESP (Associação dos Cronistas Esportivos do Estado de São Paulo) | Narrador(a) de TV                                            | Venceu    | [ 23 ] |
| 2023 | Troféu ACEESP (Associação dos Cronistas Esportivos do Estado de São Paulo) | Narrador(a) de TV                                            | Venceu    | [ 24 ] |
| 2024 | Troféu ACEESP (Associação dos Cronistas Esportivos do Estado de São Paulo) | Narrador(a) de TV                                            | Venceu    | [ 25 ] |
| 2024 | Melhores do Ano                                                            | Profissional do Esporte                                      | Indicado  | [ 26 ] |